# Нежловелу
Нежловелу (рум. Nejlovelu) — село у повіті Арджеш в Румунії. Входить до складу комуни Ретешть.
Село розташоване на відстані 78 км на захід від Бухареста, 30 км на південний схід від Пітешть, 115 км на схід від Крайови, 112 км на південь від Брашова.

## Населення
За даними перепису населення 2002 року у селі проживали 336 осіб, усі — румуни. Усі жителі села рідною мовою назвали румунську.